# Били Гибонс
Били Гибонс (енгл. William Frederick Gibbons; Хјустон, 16. децембар 1949) је aмерички музичар, певач, текстописац, продуцент и глумац, најпознатији као гитариста и певач америчке рок групе ZZ top.
Гибонс је започео своју каријеру у психоделичном блуз рок бенду Moving Sidewalks. Њихова најпознатија нумера је Flash (1968), и имали су прилику да буду предгрупа Џимију Хендриксу на његовој турнеји. Затим је 1969. године основао један од најпознатијих блуз рок бендова ZZ top. Године 1972. су издали и свој први албум.
Гибонс током своје каријере сарађује са многим другим извођачима, исто тако је направио и своје глумачке кораке, најпознатије је његово појављивање у америчкој крими серији Bones. Проглашен за 32. гитаристу свих времена на листи Rolling Stone 2011.

## Дани младости
Пуно име Били Гибонса је Вилијам Фредерик Гибонс (William Frederick Gibbons). Син је Фредерик Ројала и Лорејн Гибонс. Његов отац је био забављач, диригент и пијаниста и радио је за МГМ студио заједно са рођаком Седерик Гибонсом.
У детињству је био, пре свега, перкусиониста, уз велики утицај Тита Фуентеја. Своју прву електричну гитару добио за 13. рођендан, и на њега је јако утицао Џими Рид (амерички блуз музичар и текстописац).
Док је похађао ликовну школу у Холивуду, Гибонс је био укључен у рад бенда Saints, Billy G and the Blueflames, and the Coachman. До 18. године је напредовао и основао свој бенд Moving Sidewalks, уз све то је сарађивао са Џими Хендриксом.

## Музички кораци

### Moving Sidewalks
Гибонс је основао тексашку психоделичну групу Moving Sidewalks, која је снимила неколико синглова и један албум Флеш. Једна од познатијих Гибонсових песама је била, у то време, 99. спрат (99floor). Његов допринос се види у том тренутку и у песми Foxy lady Џимија Хендрикса.

### ZZ top
Крајем 1969. године основао је бенд ZZ top, заједно са басистом Дасти Хилом (Dusty Hill)и бубњарем Френк Бирдом (Frank Beard). Они су били чланови бенда Амерички блуз, који су пленили блуз нотама и примесама рока. Тим током су издали и свој први албум 1971. у сарадњи са Лондон рекордсом.

## Приватни живот
Гибонс се 14. децембра 2005. године оженио дугогодишњом девојком Гилиган Стилвотер (рођена Елен Оетјен).
Гибонс је страствени сакупљач аутомобила и њихов љубитељ. Има велику колекцију која укључује Кадилак серију из 1948. (познату као КадЗЗила), Шеворлет Импала из 1962. године (познат као "Слампала"), Форд Бизнис коупе из 1950. и Форд Тандербрд из 1958. године.
Један од његових првих аутомобила, 1933 Форд Купе (познат као Елиминатор), био је представљен у њихова музичка спота и такође је на насловној страни њиховог албума из 1983. године Елиминатор.
Гиббонс је 2011. године објавио и књигу о својој љубави према аутомобилима и гитарама под називом Билли Ф Гибонс: Рок + Рол Гирхед (Billy F Gibbons: Rock + Roll Gearhead).